# Sidney Boldt-Christmas
Leif William Sidney "Nenne" Boldt-Christmas (Gotemburgo, 8 de agosto de 1924 — Mölndal, 15 de outubro de 2016) foi um velejador sueco, medalhista olímpico. Ele competiu nos Jogos Olímpicos de Verão de 1952 na classe Dragon e conquistou a medalha de prata a bordo do Ilderim, ao lado de Per Gedda e Erland Almqvist. Boldt-Christmas também foi colecionador de arte, especialista e leiloeiro.